# Porotrichum korthalsianum
Porotrichum korthalsianum är en bladmossart som beskrevs av Mitten 1869. Porotrichum korthalsianum ingår i släktet Porotrichum och familjen Neckeraceae. Inga underarter finns listade i Catalogue of Life.